# Exantema vesicular porcino
El exantema vesicular porcino es una enfermedad infecciosa que afecta al cerdo y está provocada un virus ARN perteneciente a la familia Caliciviridae, género Vesivirus.
El primer aislamiento del virus tuvo lugar en el año 1932 en California, detectándose posteriormente diferentes brotes, no produciéndose casos nuevos desde el año 1956. La infección cursa con lesiones en la piel de los animales y formación de vesículas, principalmente en boca, pezones, y patas. Las manifestaciones son muy parecidas a las que causan otras enfermedades del cerdo, como la glosopeda, enfermedad vesicular porcina y estomatitis vesicular.
Al parecer el origen de la infección fue la utilización de restos procedentes de mamíferos marinos contaminados con el virus, para la alimentación de los cerdos.